# Suvorovca, Fălești
Suvorovca (Opinca) este un sat situat în vestul Republicii Moldova, în Raionul Fălești. Aparține administrativ de comuna Pompa. La recensământul din 2004 avea o populație de 455 locuitori.